# Epilobium aitchisonii
Epilobium aitchisonii är en dunörtsväxtart som beskrevs av John Earle Raven. Epilobium aitchisonii ingår i släktet dunörter, och familjen dunörtsväxter. Inga underarter finns listade i Catalogue of Life.